# 래티셰 철도
래티셰 철도(독일어: Rhätische Bahn AG, 이탈리아어: Ferrovia Retica, 로만슈어: Viafier Retica)(약칭 RhB)는 스위스의 모든 사설 철도 사업자의 가장 큰 네트워크를 소유한 스위스 운송 회사이다. RhB는 쿠어에 본사를 두고 있으며, 스위스 연방 철도가 운영하는 자르간스에서 주도인 쿠어까지의 노선을 제외하고 스위스 그라우뷘덴주의 모든 철도 노선을 운영하고 있다. 스위스 연방 철도뿐만 아니라 디젠티스/무쉬테에서 오버알프 고개까지 그리고 더 나아가 마터호른 고트하르트 철도(MGB)에서 운영하는 안데르마트, 우리주까지 이어지는 노선이다. 1888년에 시작되어 1896년부터 다양한 구간으로 확장된 RhB 네트워크는 거의 전체가 그라우뷘덴주 내에 위치하며 이탈리아 국경을 가로질러 티라노에 한 역이 있다.
래티셰 철도는 생모리츠 및 다보스와 같은 여러 주요 관광지를 운행한다. RhB 노선 중 하나인 베르니나 철도는 해발 2,253m의 베르니나 고개를 건너 이탈리아 롬바르디아의 티라노까지 이어진다.
2008년에 알불라 / 베르니나 지역의 RhB 구간(생모리츠를 포함하여 투지스에서 티라노까지의 부분)이 유네스코 세계문화유산 목록에 추가되었다. 알불라-베르니나 노선은 세계에서 최초로 사진을 찍어 구글 스트리트뷰에 게재한 철도 노선이다. 이 회사는 또한 네트워크에서 여러 역사적인 열차를 운영하고 있다.

## 역사
래티셰 철도의 설립은 1888년 란트콰르트에서 다보스까지 철도 노선을 제안한 네덜란드인 빌렘 얀 홀스보어(Willem Jan Holsboer)로 거슬러 올라간다. 1888년 6월 29일 협궤철도의 기공식이 대신 거행되었다.
1895년 홀스보어는 네트워크 확장 계획을 반영하여 회사 이름을 래티셰 철도로 변경했다. 1897년에는 래티셰 철도가 그라우뷘덴주 철도의 운영에 대해 입찰하기 위한 국민투표가 실시되었다.
1907년에서 1910년 사이에 래티셰 철도는 연방 및 주정부와 협력하여 네트워크를 대규모로 확장했다. 1896년, 쿠어-투지스선이 개통되었다. 1903년 알불라선이 이어졌고, 1922년까지 일련의 확장 프로젝트가 계속되었다.
모든 RhB 라인은 1,000mm 미터궤 너비와 전철화:
- 61km(생모리츠에서 티라노까지 베르니나 철도)는 1000V DC에서 전기를 공급받는다.
- 321km는 11kV 16.7Hz에서 전철화된다. (1997년 이후 쿠어-아로사 및 새로운 페라이나 터널 포함).

이 네트워크에는 84개의 터널(가장 긴 길이는 19.042km 페라이나 터널, 1999년 11월 19일에 개통)과 5.864km 알불라 터널과 383개의 다리가 있다. 최대 기울기는 베르니나 철도에서 7%, 쿠어-아로자선에서 6%, 란트콰르트-다보스선에서 4.5%이다.

## 노선망
RhB에서 운영하는 현재(2016) 여객 서비스:
| 운행편 | 시간    | 노선                                                                                                  | 비고                   |
| ------ | ------- | --- | ---------------------- |
| RE     | 910     | 란트콰르트 – 쉬어스 – 클로스터스 – 다보스 플라츠                                                      | 1tph                   |
| RE     | 910     | 란트콰르트 – 쉬어스 – 클로스터스 – 체르네츠 – 사메단 – 생모리츠                                       | 1tp2h                  |
| RE     | 910     | 클로스터스 – 다보스 플라츠                                                                            | 1tph (겨울철에만 운행) |
| RE     | 910/920 | 디젠티스/무쉬테역 – 일란츠 – 쿠어 – 란트콰르트 – 쉬어스 – 클로스터스 – 자글리아인스 – 스쿠올-타라스프 | 1tph                   |
| R      | 915     | 다보스 플라츠 – 필리주어                                                                              | 1tph                   |
| R      | 930     | 쿠어 – 아로자                                                                                         | 1tph                   |
| RE     | 940     | 쿠어 – 레췬스 – 투지스 – 필리주어 – 생모리츠                                                          | 1tph                   |
| S1     | 941     | 쉬어스 – 란트콰르트 – 쿠어 – 레췬스                                                                   | 1tph                   |
| S2     | 941     | 쿠어 – 레췬스 – 투지스                                                                                | 1tph                   |
| R      | 950     | 생모리츠 – 폰트레시나 – 포스키아보 – 티라노                                                           | 1tph                   |
| R      | 960     | 스쿠올-타라스프 – 자글리아인스 – 체르네츠 – 사메단 – 폰트레시나                                       | 1tph                   |

2002년에 RhB의 연간 교통량은 3억 km의 승객과 5,400만 톤의 화물이었다. 승객 수입의 80%는 관광 교통에서 발생하지만 승객의 40%는 현지 통근자이다.

### 란트콰르트-다보스선

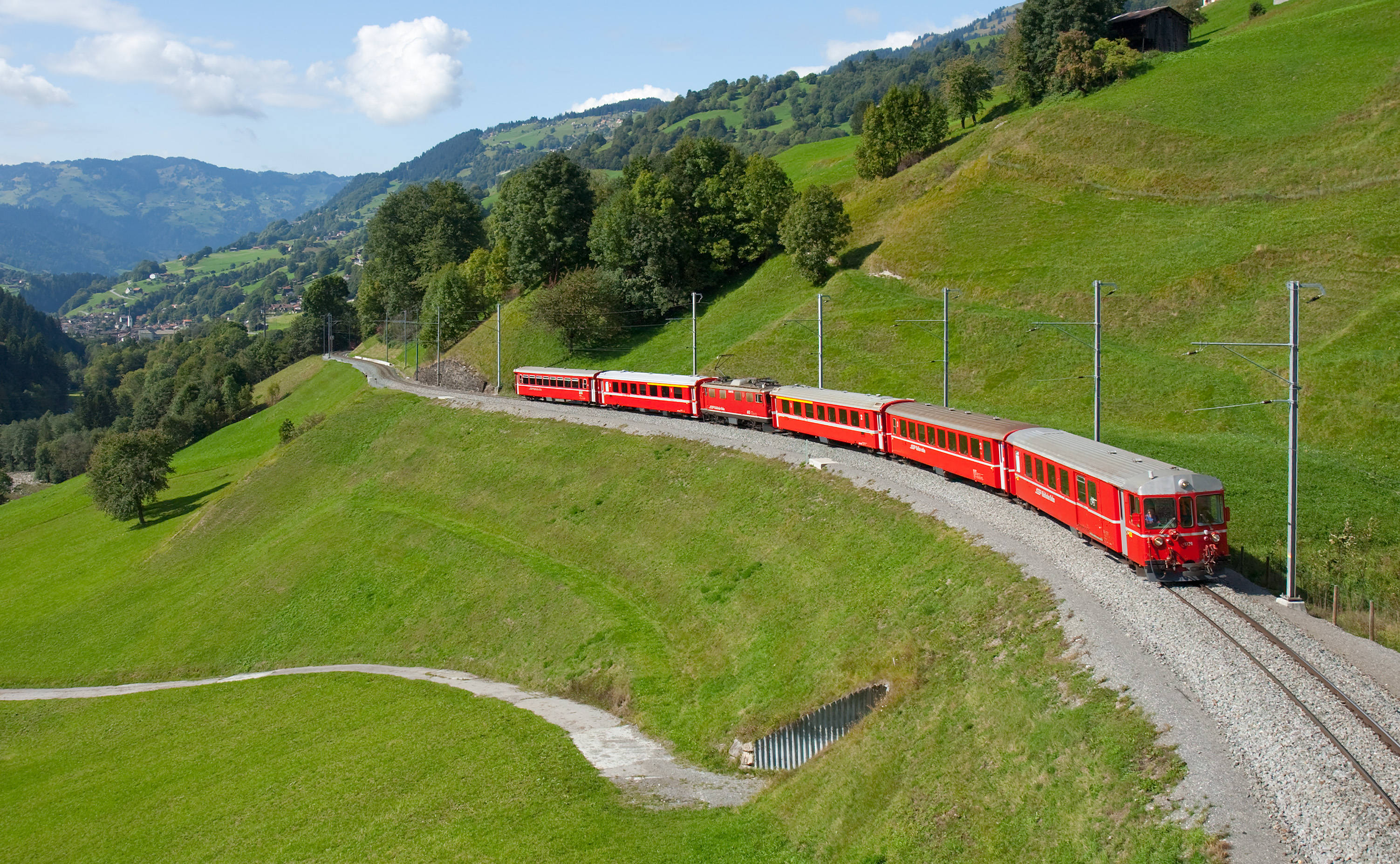
자스 도착 직전의 푸쉬풀 열차와 2량의 여분 객차를 가진 래티셰 철도의 Ge 4/4, 퀴블리스가 계곡 좌측에 보인다.

그라우뷘덴주의 란트콰르트역은 역사적으로 란트콰르트-다보스선의 일부로 운영상 회사의 주요 정비창으로, 위상적으로 회사 핵심 네트워크의 0km 지점인 래티셰 철도의 출발점이다. 란트콰르트-다보스선은 래티셰 철도 네트워크에서 가장 오래된 노선이다.
란트콰르트를 떠난 후 다보스로 향하는 노선은 일반적으로 란트콰르트강 상류를 따라 클로스터스 플라츠까지 이어진다. 길을 따라 세 번째 강을 건너고 수상 경력에 빛나는 주니베르크 다리(클로스터스 우회 도로의 중심)를 지난다.
클로스터스 플라츠 바로 남쪽에서 트랙은 마지막으로 강을 건너 두 개의 터널로 이어진다. 이 중 하나는 페라이나선용이다. (아래 참조) 다른 하나인 클로스터스 루프 터널은 서쪽을 향해 90도 루프를 통해 다보스 라인을 통과한다. 다보스로 향하는 선은 4.5% 경사에서 오르기 시작하여 카바뒤를리 루프 터널 내부에서 동쪽으로 다시 180도 루프한다. 그것은 계속해서 울창한 낙엽송과 기타 침엽수림을 지나 다보스 라레트까지 올라간다.
노선의 가장 높은 지점은 다음 정류장인 다보스 볼프강(1,625m)이다. 그 다음 노선은 다보스 호수를 따라 다시 내려가 다보스 도르프로 이어지며, 종점은 다보스 플라츠이다.

### 다보스-필리주어선
다보스 플라츠에서 필리주어의 알불라 철도까지 이어지는 연결선은 거친 협곡을 통과하며, 유명한 비젠 고가교 때문이 아니라 기술적으로 매우 흥미롭다.
다보스-필리주어선은 길이가 19km이며, 총 4,200m 길이의 터널 14개를 통과하고 28개의 다리를 건너고 있다. 1919년에 전철화 되었다.

### 란트콰르트-투지스선

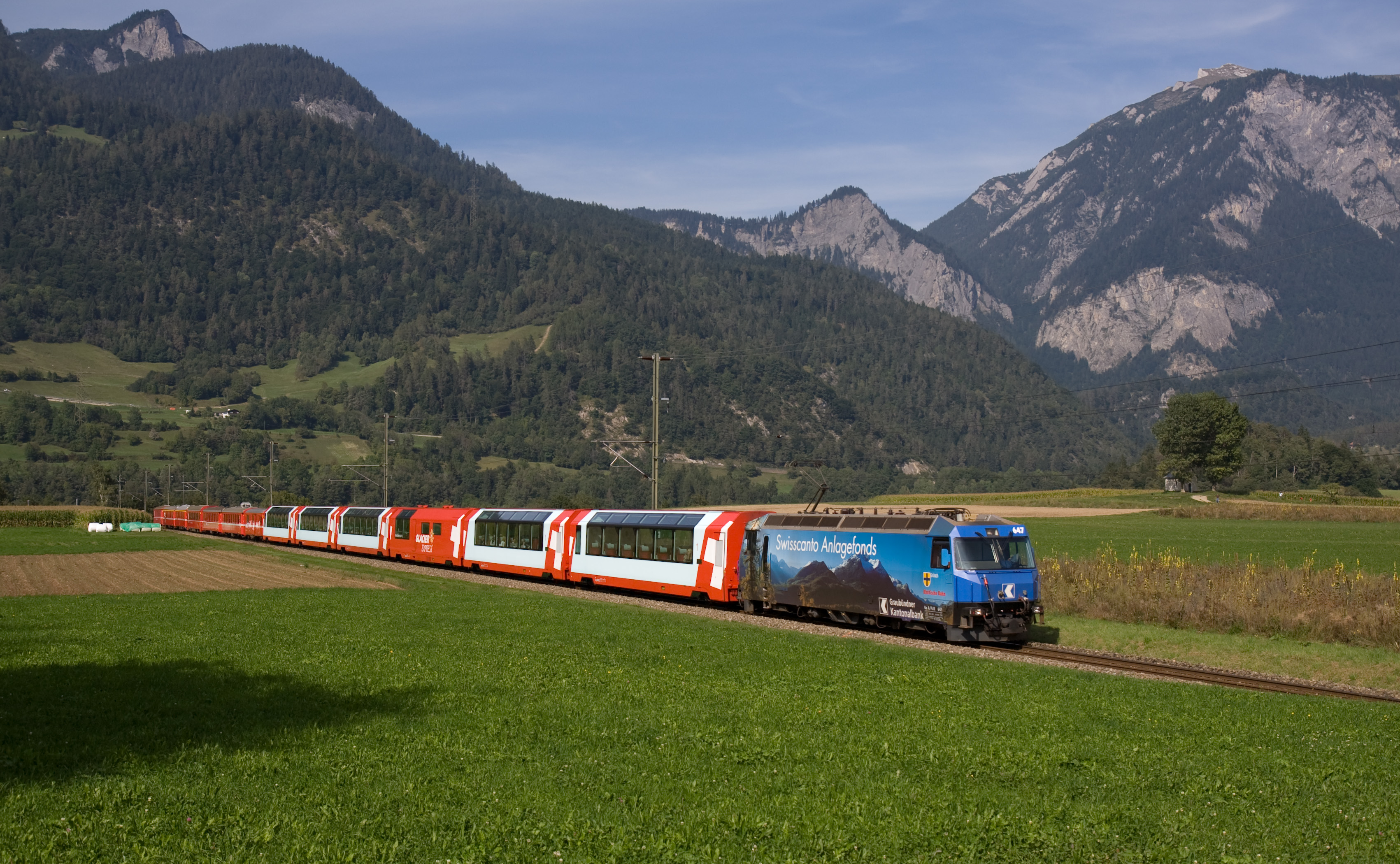
라이헤나우-타민스와 보나두츠 사이의 빙하특급

라인 계곡에서 시작하여 란트콰르트-투지스선은 스위스 연방 철도의 자르간스 - 란트콰르트 - 쿠어 표준궤 노선과 어느 정도 평행을 이루며 쿠어(585)까지 이어진다. 그런 다음 투지스로 가는 노선은 라인강을 따라 보나두츠(655m)까지 이어진다. 거기에서 돔레쉬크 계곡으로 들어가 레췬스(658m)에서 투지스(697m)까지 힌터라인강을 따라간다.

### 알불라선 (투지스-생모리츠)
이 노선은 투지스(697m)에서 시작된다. 알불라강을 따라 티펜카스텔(851m) 방향으로 계속 진행한 다음 란트바서 고가교를 건너 필리주어(1032m)에 도착한다. 필리주어 직후 이 노선은 첫 번째 나선형 터널을 지나 베르귄/브라보잉(1373m)까지 계속된다.
베르귄/브라보잉과 프레다(1789m) 사이, 계곡 끝에서 노선은 랙식 철도를 사용하지 않고 5km의 수평 거리 내에서 약 400m의 높이 차이를 달성해야 하지만, 많은 나선. 그런 다음 노선은 알불라 고개 아래 1,815m 지점의 알불라 터널로 들어간다. 발베버에서 출현하여 엥가딘 평야의 베버(1,708m)에 도달한다. 노선은 사메단(1,721m) 방향으로 계속되어 생모리츠(1,775m )에 도착한다.

### 알불라 터널
2009년에는 2006년에 수행된 알불라 터널에 대한 조사에서 터널의 주요 성능 저하가 발견되었으며, 라이닝의 60% 이상이 교체가 필요한 것으로 나타났다. 또한 최신 표준에 따르면 보어가 작고 케이블, 신호 및 배수 장치를 모두 교체해야 한다. 그 결과, 조사를 통해 두 가지 조치, 즉 기존 터널의 포괄적인 갱신 또는 현대적인 표준에 따른 새로운 구멍 건설 중 하나를 결정할 것이라고 발표되었다. 이러한 문의 결과 RhB는 새로운 터널을 건설하기로 결정했다. 2015년에 착공하여 2022년에 새로운 터널을 개통하고, 2023년에 기존 터널을 보수하는 등 프로젝트를 완료했다.

### 라이헨나우-디젠티스/무쉬테선

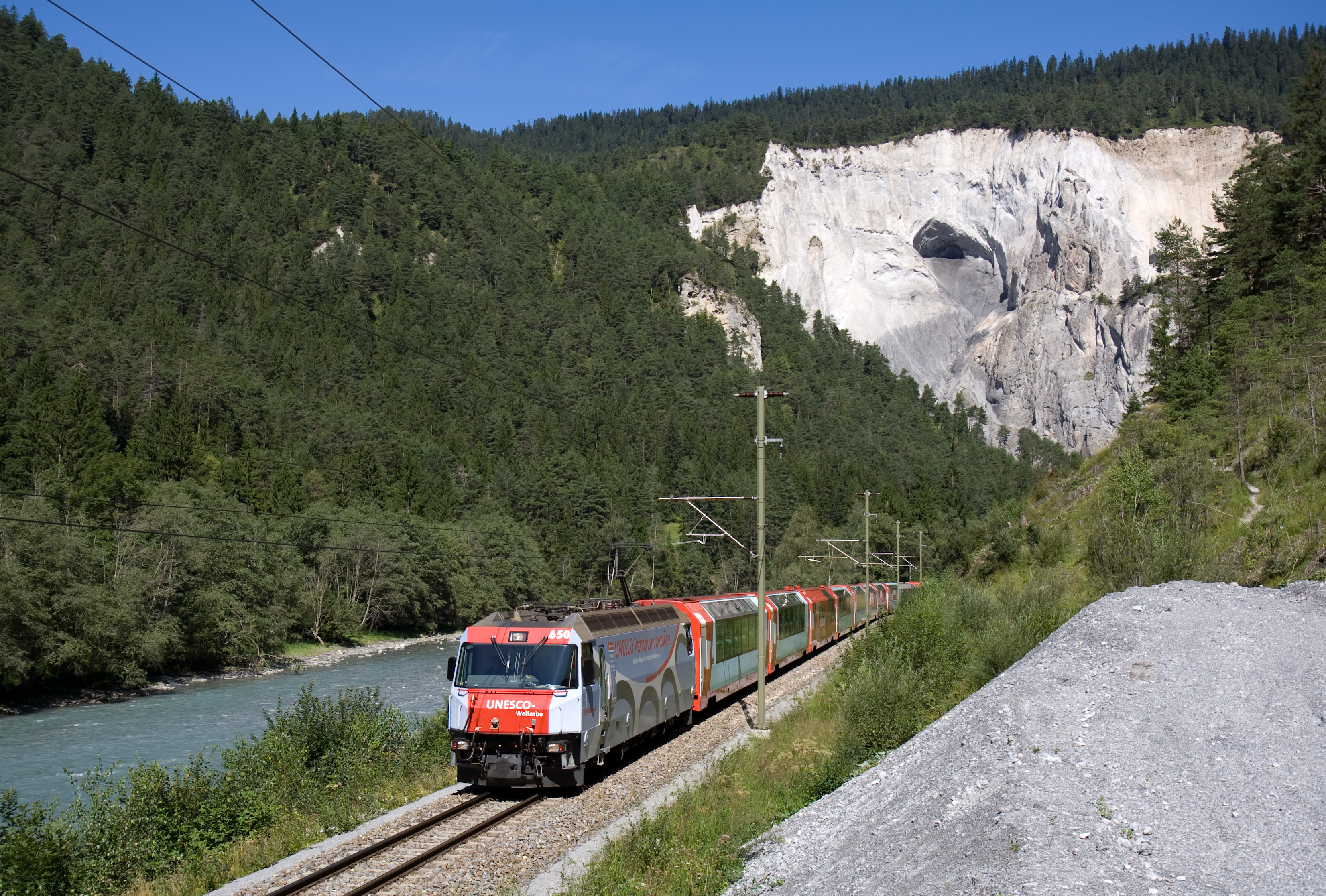
두 개의 빙하특급 열차가 함께 라인 협곡을 통과한다.

라이헤나우에서 디젠티스/무쉬테까지 노선은 나머지 래티셰 철도 네트워크를 마터호른 고트하르트 철도와 연결한다. 노선에서 공유 라인 다리 뒤의 투지스까지 분기한다.
1903년과 1912년 사이에 점진적으로 개통된 이 노선은 1922년부터 전철화되었다.
플림스와 락스를 향해 약 500m 올라가는 동반 도로와 달리 디젠티스/무쉬테로 가는 철도는 좁은 “루이놀타 협곡”을 천천히 올라간다. 라인의 이 부분에서 관련 엔지니어링 구조는 그렇지 않으면 깨끗한 자연 경관을 지배한다.
일란츠에서는 철도와 도로가 다시 한 번 합류한다. 결합된 경로는 디젠티스/무쉬테로 천천히 고르게 올라간다.
라이헤나우-디젠티스/무쉬테 노선의 주요 교통은 시간 간격으로 운행되는 레기오익스프레스 여객 열차이다. 하루에 여러 번 빙하특급 열차가 각 방향으로 있다.
시간표 상품 열차는 또한 포더라인강 지역 산업에 서비스를 제공하기 위해 노선에서 운영되며, 열차 ID가 5로 시작하는 표준궤 고트하르트 베이스 터널 건설을 위한 시멘트를 공급했다. 일반적으로 3쌍의 열차가 Ge 6/6으로 디젠티스/무쉬테에 서비스를 제공한다. II와 몇 대의 추가 열차는 Ge 4/4 II가 있는 일란츠까지만 운행한다.

### 엥가딘선 (폰트레시나-스쿠올-타라스프)

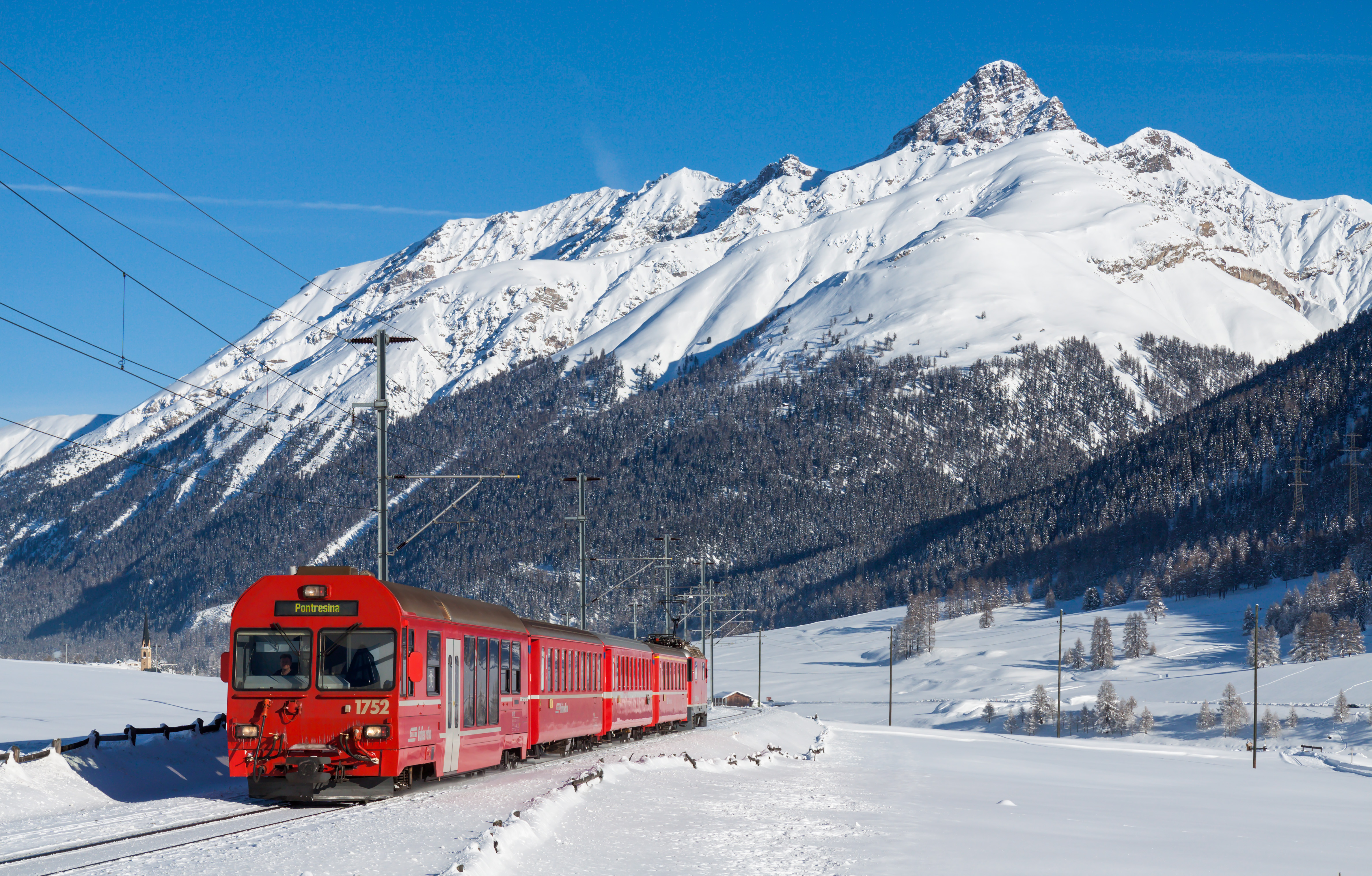
추오츠에 있는 엥가딘선의 전형적인 푸시풀 열차

엥가딘 계곡을 달리는 이 노선은 2단계로 건설되었다. 사메단-폰트레시나 구간은 1908년 7월 1일 래티셰 철도에 의해 개통되었으며, 동시에 당시 독립된 베르니나 철도의 일부를 형성한 폰트레시나-모테라취 구간이 개통되었다. 베버와 스쿠올-타라스프 사이의 실제 엥가딘선은 1913년 7월 1일에 개통되었으며, 처음부터 11kV 16⅔ Hz AC에서 전철화된 최초의 래티셰 철도 노선이었다.
엥가딘 노선이 개통된 이후로 폰트레시나는 1,000V DC에서 운영되는 베르니나 철도와 같은 이중 시스템 역이었다. 폰트레시나역의 3번 트랙에는 전환 가능한 전차선이 있어 하이디 익스프레스(Heidi Express)와 같은 열차에 사용된다. 이 역을 통해 운행되며, 두 가지 전기 시스템 중 하나에서 다른 시스템으로 변경해야 한다.
사메단과 베버 사이에서 엥가딘선은 알불라 철도와 트랙을 공유한다. 1999년 11월 페라이나 터널과 노선이 개통되면서 라빈(자글리아인스 자동차 셔틀 기차역)과 수쉬(자슬라취 II 자동차 셔틀역)에 있는 엥가딘선은 란트콰르트-다보스선 클로스터스의 프레티가우와 직접 연결되었다.

### 베르니나선 (생모리츠-티라노)

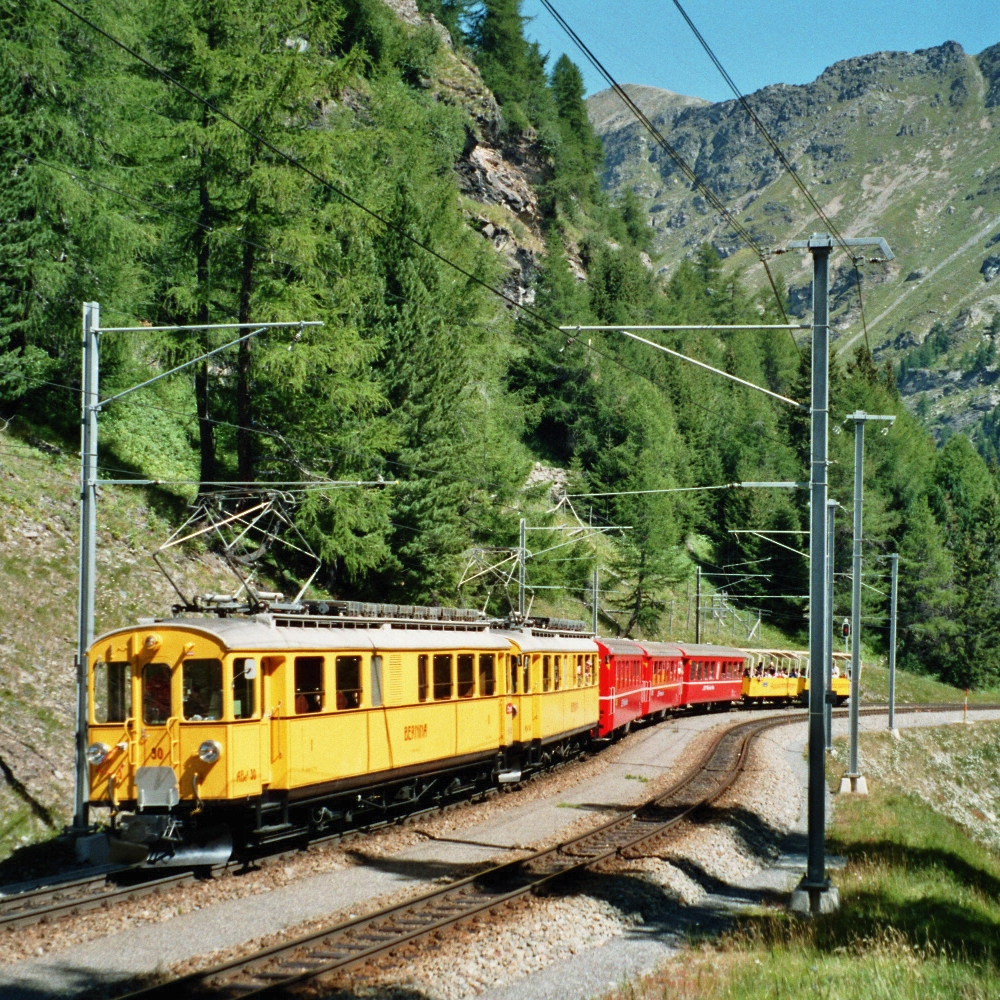
베르니나선을 운행하는 역사적 차량

이 노선은 생모리츠에서 시작하여 발베르니나의 폰트레시나(1,774m) 방향으로 이어진다. 이 노선은 계곡을 통해 모테라치역 (1,896m)을 넘어 베르니나 고개까지 점진적으로 올라간다. (모테라치 빙하와 베르니나봉, 동알프스의 가장 높은 정상이 시야에 있음) 모테라치 이후에는 공중 트램웨이가 디아볼레차 및 오스피치오 베르니나역으로 연결되는 베르니나 디아볼레차(2,093m) 방향으로 운행된다. 이역, 비앙코 호수 옆, 해발 2,253m의 노선 정상에 서 있으며, 전체 래티셰 철도네트워크와 유럽의 모든 접착 철도 중 가장 높은 지점이라는 타이틀을 보유하고 있다.
알프그륌(2,091m)은 정상 바로 남쪽에 있는 첫 번째 역이다. 이 역은 팔뤼 호수 위에 위치하고 팔뤼봉과 팔뤼 빙하 바로 아래에 있다. 많은 갈짓자형 급회전을 한 후 노선은 발포스키아보 위의 카발리아(1,693m)에 도달한다. 그 후, 노선은 계곡을 가로질러 스위스 이탈리아어를 사용하는 포스키아보(1,014m) 마을로 내려간다.
포스키아보 이후에는 포스키아보 호수 옆을 지나 르프레제(964m)와 미라라고(965m)를 정차한다. 하강은 브루지오(780m)를 향해 계속되며, 그 후 노선은 유명한 나선형 다리인 브루지오 고가교를 가로질러 간다. 나선형 다리를 지나면 이 노선은 스위스 국경 마을인 캄포콜로뇨(553m)를 지나 티라노역(430m)에서 이탈리아로 진입한다.

### 아로자선 (원래의 쿠어-아로자 철도)

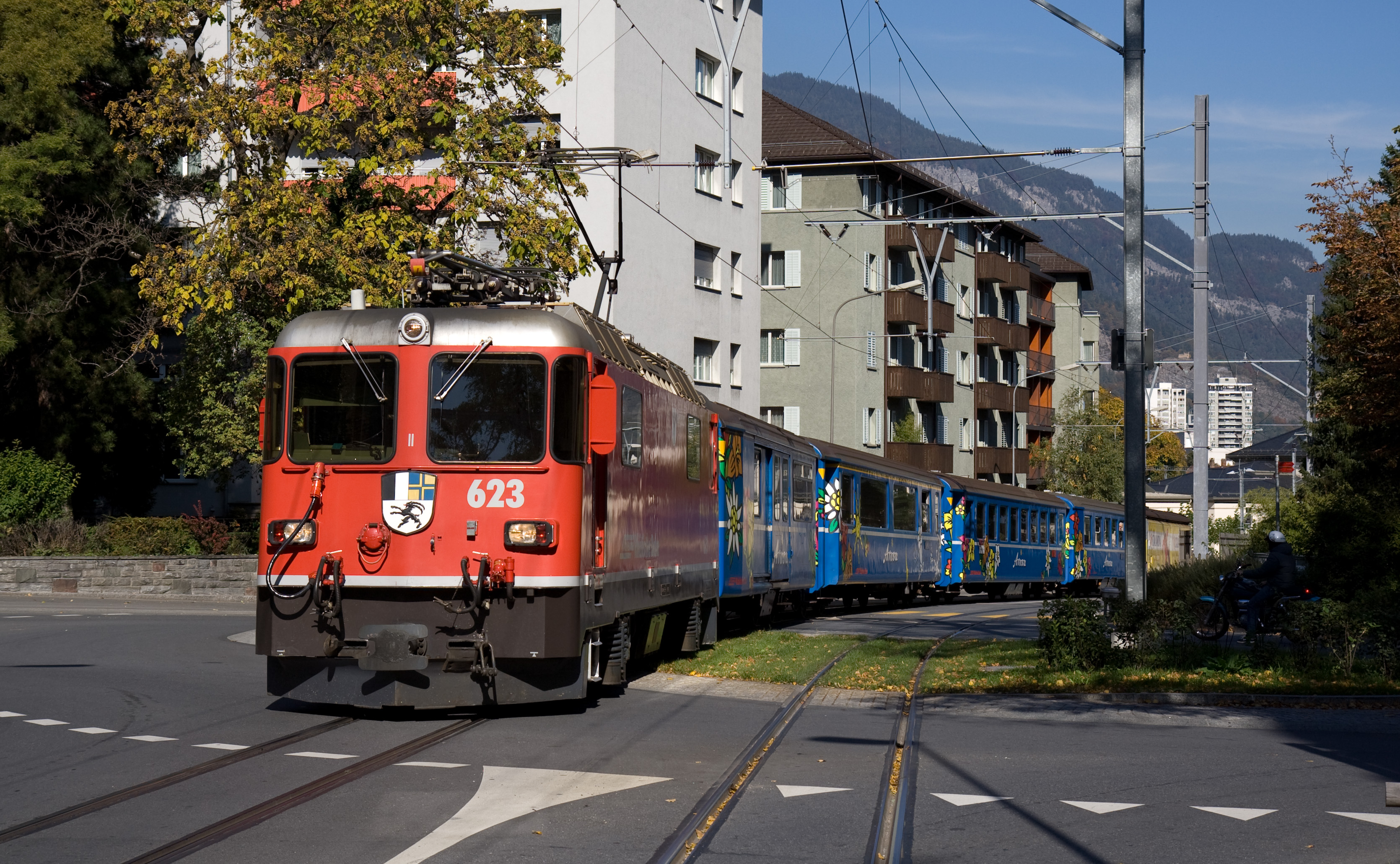
쿠어의 엥가딘 거리에 정치한 아로자선

쿠어에서 아로자까지의 25.68km 철도 노선은 아로자 철도로 알려져 있으며, 종종 ChA(쿠어-아로자)로 약칭된다. 작업은 1912년에 시작되어 1914년 12월 12일에 개통되었다. 철도는 여러 터널, 다리 및 국가중요문화재로 지정된 랑비저 고가교를 포함한 기타 구조물을 통해 쿠어에서 아로자까지 총 1,155m 상승 구간으로 이어진다. 1942년에 이 노선은 RhB 회사와 네트워크의 일부가 되었다. 그러나 이 노선은 1997년까지 네트워크의 나머지 부분에 대해 별도의 전철 시스템으로 운행되었다. 그전에는 2400V DC였으나, 지금은 11kV 16.7Hz AC이다. 게이지는 RhB 나머지 노선망과 마찬가지로 항상 1,000mm 미터궤였다.
이 노선 단선 철도로, 쿠어의 엥가딘 거리를 따라 있는 짧은 복선 구간을 제외하고, 경로를 따라 여러 개의 순환 루프가 있다. 쿠어 잔드 정비창과 아로자 근처 하슈펠그루베에 있다. 최대 경사는 6%이지만, 랙앤피니언을 사용하지 않는다.
이 노선의 짧은 구간은 쿠어 거리를 따라 달리며, 쿠어 슈타트반 ('도시 철도')으로 알려져 있다. 쿠어에서 노선은 아로자 철도의 플랫폼이 있는 주 기차역 앞의 역광장에서 시작되지만, 본 역에서 불과 760m 떨어진 곳에 두 번째 정류장이 있다.
미텐베르크(Mittenberg)를 통과하는 5km 길이의 터널은 쿠어 중심을 통과하는 것을 피하면서 선로의 하부를 위한 대체 경로로 계획되었다. 이 계획은 상당한 비용을 정당화할 수 없어, 1996년에 마침내 무산되었다.
현재 차량 운행(레기오) R4는 노선에서 승객 서비스를 제공하며, 스위스 국가 시간표에서 시간표 930으로 표시된다. 아로자 리조트를 오가는 관광객들이 잘 이용하고 있다. 이 라인은 또한 상당한 양의 화물을 운반한다.

### 벨린초나-메소코선
이 노선은 다른 노선과 연결되어 있지 않다. 1907년에 개통되어 1942년과 2003년 사이에 래티셰 철도가 소유했다. 1972년에 여객 서비스가 중단되었지만, 제한된 화물 운송은 2003년까지 계속되었다. 민간 협회(SEFT, Società Esercizio Ferroviario Turistico)는 관광객을 위한 유산 철도로 운영했다. 도로 건설을 허용하기 위해 2013년에 일부 양보가 철회될 때까지 원래 31km 선의 13km 이상. 도로 공사는 2014년 7월에 시작되었다.

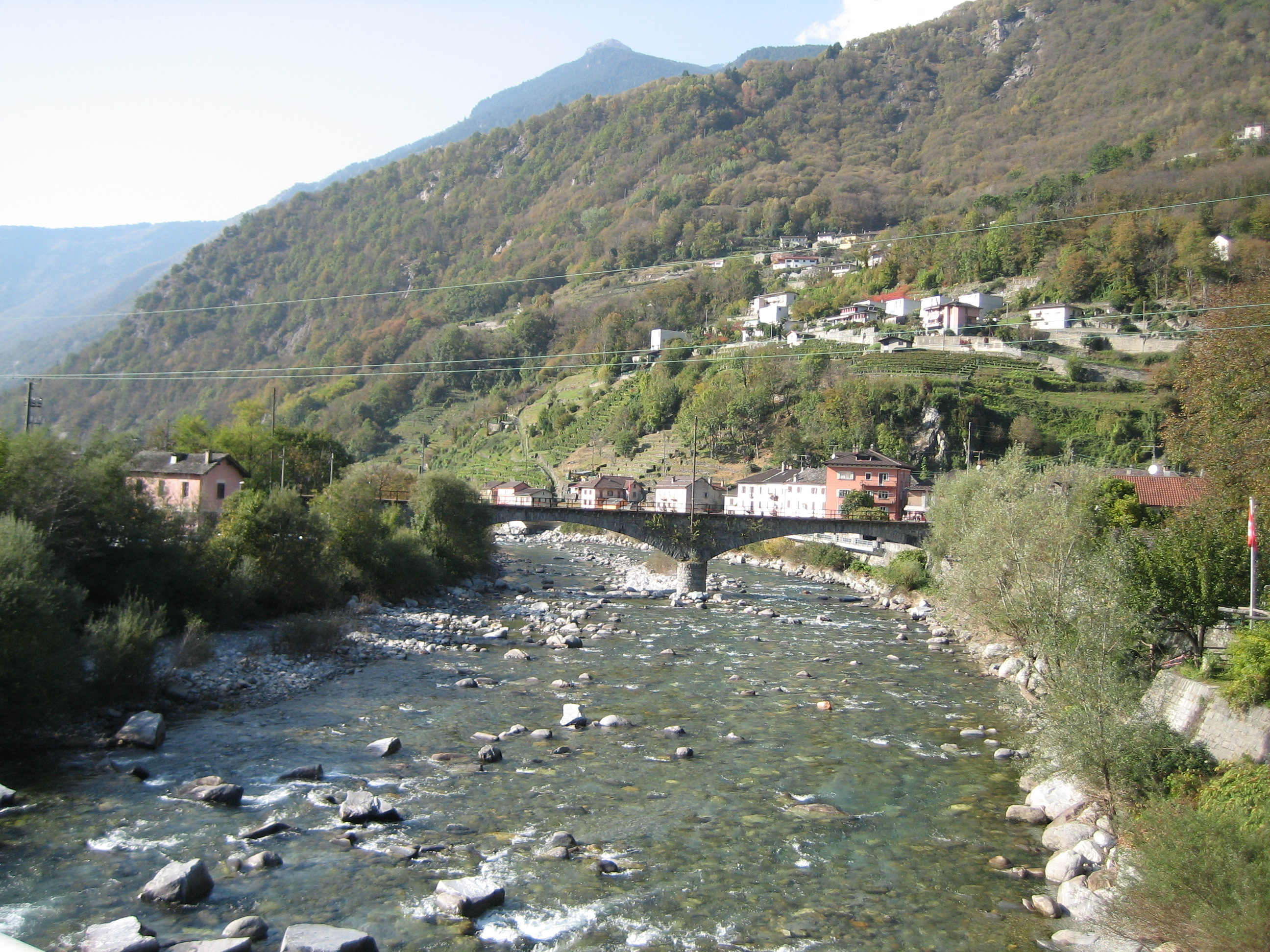
모에사 제3교 북위 46° 14′ 16″ 동경 9° 7′ 54″ / 북위 46.23778°  동경 9.13167°
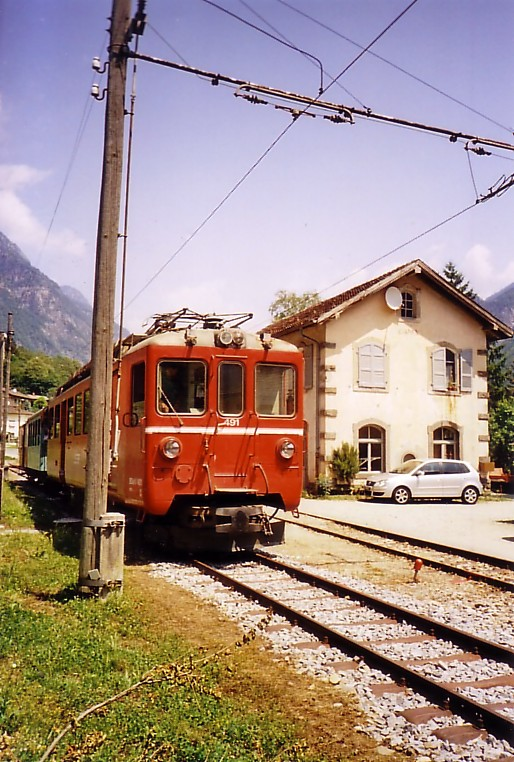
카마역 북위 46° 16′ 21″ 동경 9° 10′ 09″ / 북위 46.27250°  동경 9.16917°
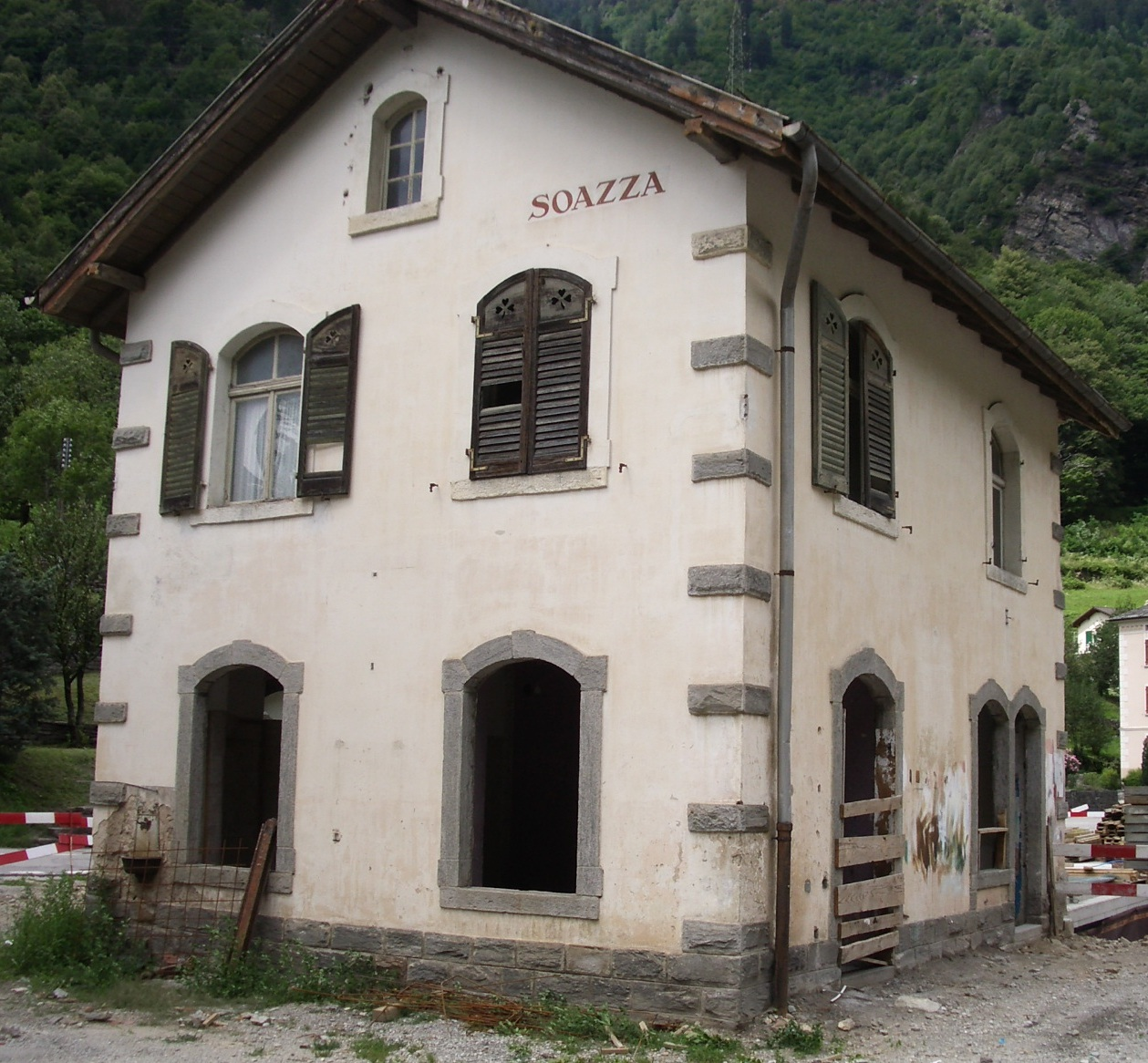
소아차역 북위 46° 22′ 02.8″ 동경 9° 13′ 22.5″ / 북위 46.367444°  동경 9.222917°
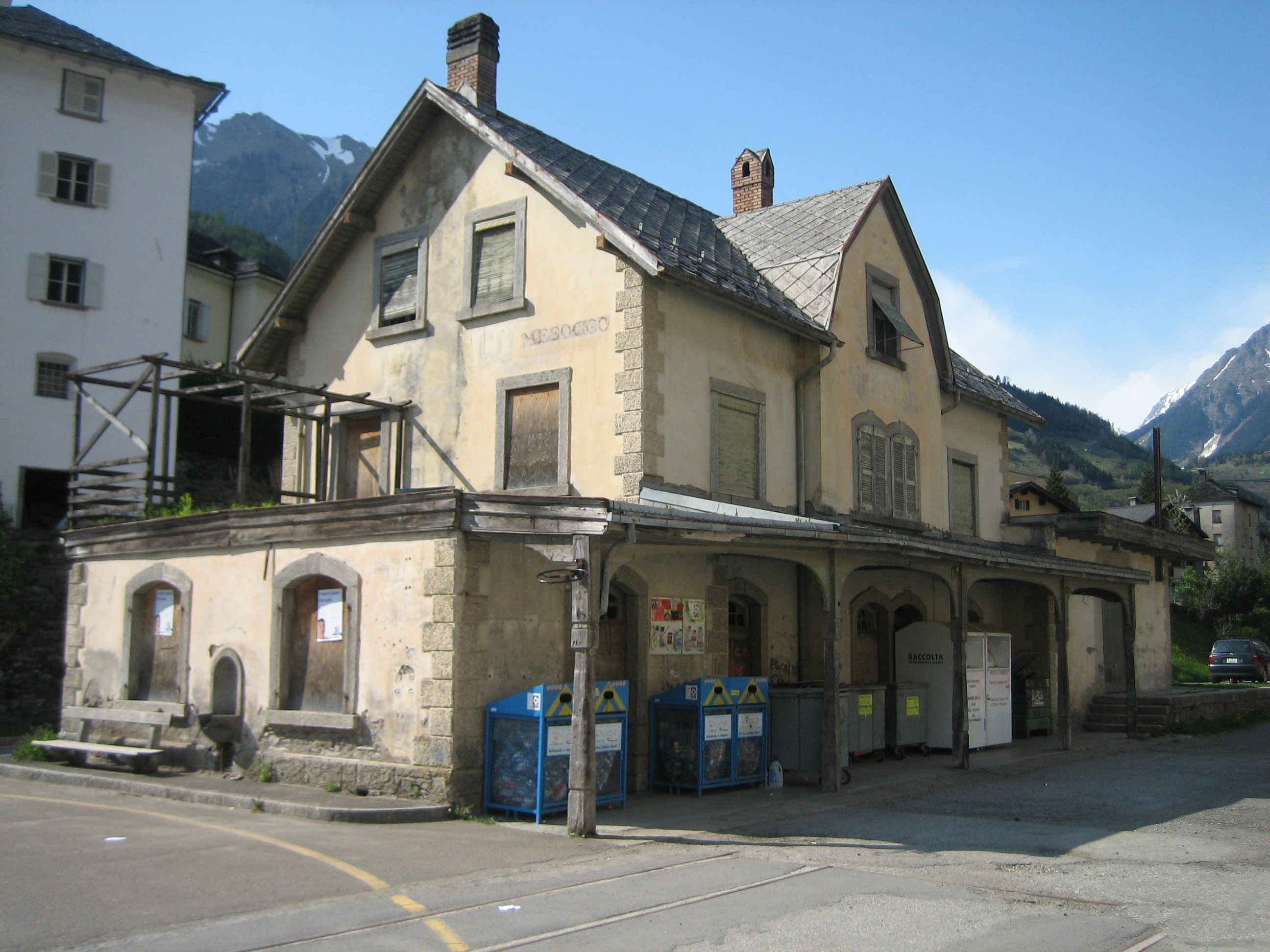
메소코역 북위 46° 23′ 24.7″ 동경 9° 14′ 02.3″ / 북위 46.390194°  동경 9.233972°

## 같이 보기
- 베르니나 익스프레스